# Esfingosina

Estructura química de la esfingosina.

La esfingosina (2-amino-4-octadeceno-1,3-diol) es un aminoalcohol formado por 18 carbonos, que forman una cadena hidrocarbonada insaturada. Al unirse a un ácido graso mediante un enlace amida por su grupo amino, forma las ceramidas, unidad estructural de los distintos tipos de esfingolípidos.

## Funciones
La esfingosina puede ser fosforilada por acción de dos quinasas, la esfingosina quinasa tipo 1 y la esfingosina quinasa tipo 2, lo que conduce a la formación de la esfingosina-1-fosfato, un potente lípido señalizador implicado en diversos procesos celulares. También forman parte de las membranas neuronales.

## Biosíntesis
La esfingosina primo se sintetiza a partir de la condensación de palmitoil-CoA y serina, que origina deshidroesfingosina. La deshidroesfingosina es posteriormente reducida por el NADPH a dihidroesfingosina, y finalmente oxidada por el FAD a esfingosina.